# Соціальна медіатерапія
Соціальна медіатерапія - це форма експресивної арт-терапії. Вона полягає у використанні процесу створення та обміну контентом користувачів як способу спілкування і розуміння людей. Соціальна медіатерапія поєднує у собі різні експресивні терапевтичні аспекти: психотерапію, арт-терапію, письмову та театральну терапію. В рамках соціальної медіатерапії синхронний або асинхронний діалог відбувається через обмін аудіо, текстовою або візуальною інформацією. Цифровий контент публікується в Інтернеті як форма терапії..

## Історія виникнення
Час, витрачений на електронну пошту, вебсайти, обмін миттєвими повідомленнями та користування соціальними медіа, збільшився: з 1999 року більше 2,554 мільйони людей стали користувачами Інтернету. Це змінило спосіб спілкування між людьми та конотацію певних слів. Поняття "ідентичність" (identity), "друг" (friend), "вподобання" (like) і "підключений" (connetcted) змінилися та підлаштувалися під технології. На людей впливають обміни даними, соціальний маркетинг і технологічні інструменти. Пристрої, які дозволяють нам бути онлайн змінили соціальні очікування та соціальні норми. Терапевти починають досліджувати шляхи, через які можна впливати на особисті взаємозв’язки клієнтів. Нарешті деякі лікарі також розуміють етичні значення їх власного професійного використання соціальних медіа.

Сьогодні існує багато терапевтичних послуг, що пропонуються онлайн. Професіонали «психічного здоров’я» можуть розширювати можливості, пропонуючи свої послуги через e-mail чи відео-конференції. E-терапія, інтернет-консультація, кібер-терапія та соціальна медіатерапія схожі у тому, що кожен з методів використовує Інтернет для лікування пацієнтів.

## Дискусія
Кажучи про предмет онлайн терапії, слід зауважити що існують як плюси, так і мінуси. Критика надання терапії через онлайн методи виникає через стурбованість у відсутності фізичного контакту. Існують важливі особливості терапії, що створюється за допомогою методу "віч-на-віч", тобто фізичної присутності, такі як перенесення та контрперенесення. Ці методи не можуть бути створені через онлайн терапію. Patricia R. Recupero та Samara E. Rainey у своїй статті «Усвідомлена згода на Е-терапію» (Informed Consent to E-Therapy), яка була опублікована у American Journal of Psychotherapy зазначають, що відсутність особистої взаємодії збільшило ризик помилкового діагнозу і непорозумінь між е-терапевтом і пацієнтом, збільшивши таким чином ризик невизначеності для клініциста. Також існує стурбованість, що такі онлайн методи відволікають від самої терапії. Крім цього були порушені питання конфіденційності та приватності. Але варто зазначити, що існують критики, які оскаржуть дані теорії та стверджують, що відстань не має ніякого значення.
Заступник головного редактора українського The Village Марк Лівін наголошує, що "Журналістика — це справді певною мірою терапія, яка призводить до внутрішніх змін. Журналістика стала для мене інструментом, за допомогою якого я зміг отримати відповіді на запитання".